# Heinrich Nägeli
Heinrich Nägeli (* 1. Juli 1850 in Enge, heute: Zürich; † 27. Oktober 1932 in Zürich), heimatberechtigt in Zürich, war ein Schweizer Politiker der Liberalen Partei (LPS) und später der Freisinnig-Demokratischen Partei (FDP), der unter anderem von 1885 bis 1920 Regierungsrat sowie fünf Mal (1889/90, 1893/94, 1898/99, 1905/06, 1912/13) Präsident des Regierungsrates des Kantons Zürich war.

## Leben
Heinrich Nägeli, Sohn des Landwirts Heinrich Nägeli und von dessen Ehefrau Elisabeth Stüssi, war zunächst ebenfalls als Landwirt sowie später als Gemeindeammann und Zivilstandsbeamter von Enge tätig. Während er von 1880 bis 1885 Mitglied des Bezirksgerichts Zürich war, wurde er 1881 ausserdem Mitglied des Kantonsrats, des Parlaments des Kantons Zürich, und gehörte diesem bis 1885 an. 1885 wurde er Regierungsrat und bekleidete dieses Amt bis 1920. Er war als Mitglied der Kantonsregierung von 1885 bis 1887 Vorsteher der Direktion für öffentliche Arbeiten, zwischen 1887 und 1893 Vorsteher der Finanzdirektion, von 1893 bis 1899 Vorsteher der Justiz- und Polizeidirektion, zwischen 1899 und 1905 Vorsteher der Volkswirtschaftsdirektion, von 1905 bis 1908 erneut Vorsteher der Justiz- und Polizeidirektion, zwischen 1908 und 1911 Vorsteher der Direktion für Inneres und für das Gefängniswesen sowie zuletzt von 1911 bis 1920 abermals Vorsteher der Volkswirtschaftsdirektion.
Während seiner fast 35-jährigen Mitgliedschaft im Regierungsrat bekleidete er fünf Mal das Amt des Präsidenten des Regierungsrates des Kantons Zürich. Als Nachfolger von Johann Jakob Spiller wurde er 1889 erstmals Präsident und bekleidete das Amt bis 1890, woraufhin Johannes Stössel ihn ablöste. 1893 übernahm er von Johann Emanuel Grob zum zweiten Mal das Amt als Regierungspräsident und verblieb auf diesem Posten bis zu seiner Ablösung durch Johannes Stössel 1894. Als Nachfolger von Johann Emanuel Grob fungierte er von 1898 bis zu seiner Ablösung durch Johannes Stössel zum dritten Mal als Präsident der Kantonsregierung. Als Nachfolger von Jakob Lutz wurde er 1905 zum vierten Mal Regierungspräsident und bekleidete das Amt bis 1906, woraufhin abermals Johannes Stössel ihn ablöste. 1912 übernahm er von Jakob Lutz zum fünften Mal die Funktion des Präsidenten des Regierungsrates des Kantons Zürich und übte dieses bis zu seiner neuerlichen Ablösung durch Johannes Stössel 1913 aus. Der anerkannte Verwaltungsfachmann fungierte zudem zwischen 1888 und 1928 als Präsident des Schweizerischen Landwirtschaftlichen Vereins und war im Anschluss dessen Ehrenpräsident.
Heinrich Nägeli war zwei Mal verheiratet, und zwar in erster Ehe mit Luise Elisabeth Abegg, Tochter des Johann Rudolf Abegg, sowie in zweiter Ehe mit Anna Elisabeth Landolt, Tochter des Johannes Landolt.

## Hintergrundliteratur
- Stefan G. Schmid: Die Zürcher Kantonsregierung seit 1803. 2003.